# Shri (paleontologia)
Shri (dal nome di Palden Lhamo, una divinità buddista) è un genere estinto di piccoli dinosauri teropodi dromaeosauridi vissuti nel Cretaceo superiore, circa 72-71 milioni di anni fa (Maastrichtiano), i cui fossili sono stati rinvenuti nelle formazioni Barun Goyot e Djadokhta in Mongolia. Il genere contiene due specie: la specie tipo Shri devi, descritta nel 2021 dal paleontologo Alan H. Turner e colleghi sulla base di uno scheletro postcraniale parziale proveniente dalla Formazione Barun Goyot. Un secondo esemplare, comprendente parte del cranio e un arto posteriore, è stato successivamente attribuito a questa specie. La seconda specie, Shri rapax, è stata descritta nel 2025 da Léa Moutrille e colleghi sulla base di uno scheletro quasi completo, incluso un cranio (sebbene il cranio sia successivamente andato perduto) proveniente dalla Formazione Djadokhta.

## Scoperta e denominazione

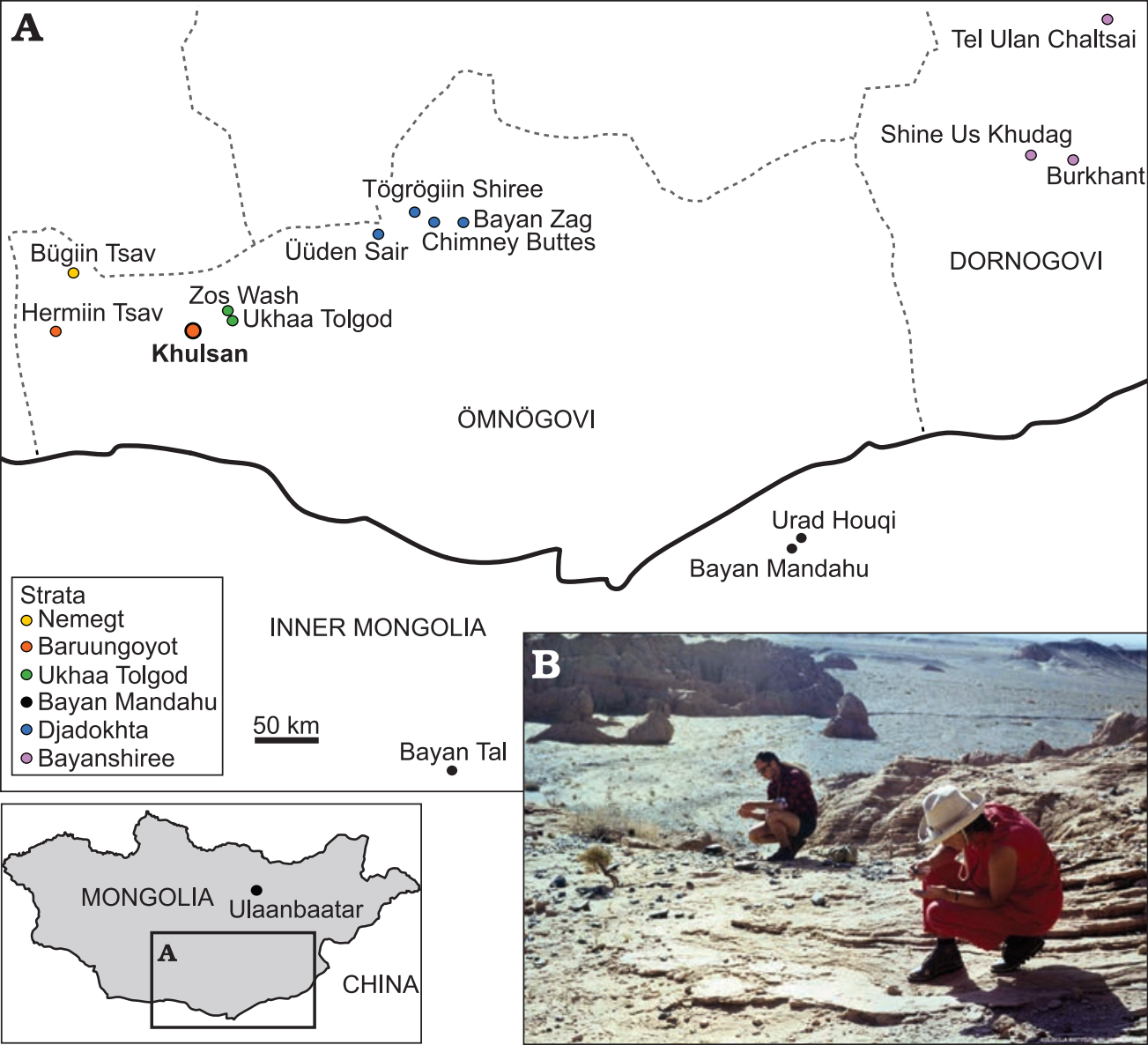
Mappa e località degli esemplari riferiti a Shri, a Khulsan

L'esemplare olotipo di Shri è l'esemplare IGM 100/980, scoperto il 5 luglio 1991 da Mark Norell. L'esemplare fu soprannominato "Ichabodcraniosaurus" da Norell, come menzionato da Novacek (1996), in omaggio di Ichabod Crane, un personaggio immaginario perseguitato da un fantasma senza testa, poiché l'esemplare mancava di un cranio. Nel 1999, venne provvisoriamente considerato un esemplare di Velociraptor mongoliensis. L'esemplare è costituito da un individuo parzialmente articolato che conserva l'arto posteriore destro, il tibiotarso sinistro, nonché il bacino e una serie di vertebre cervicali, dorsali, sacrali e caudali.
Nel 2023, il paleontologo polacco Łukasz Czepiński descrisse un nuovo esemplare al genere, ZPAL MgD-I/97, rappresentato da un cranio parziale e da un arto posteriore sinistro. Questo secondo esemplare fu recuperato dalla località Khulsan della Formazione Barun Goyot, nel 1970, durante le spedizioni paleontologiche polacco-mongole e inizialmente assegnato al genere Velociraptor. Ulteriori esami di Czepiński hanno concluso che in realtà l'esemplare rappresentava un ulteriore individuo di Shri, basandosi su alcune caratteristiche della morfologia del piede.
Nel 2025, la ricercatrice francese Léa Moutrille e i suoi colleghi descrissero Shri rapax come una seconda specie del genere sulla base di uno scheletro articolato quasi completo, probabilmente raccolto nella Formazione Djadokhta (località di Ukhaa Tolgod). L'esemplare venne esportato illegalmente fuori dal paese prima del 2010 e successivamente conservato in collezioni private giapponesi e inglesi. Successivamente, l'azienda francese Eldonia lo ottenne e, nel 2016, il cranio e le prime quattro vertebre cervicali (del collo) articolate furono prelevati per essere scansionati presso il Royal Belgian Institute of Natural Sciences. Al momento della descrizione dell'esemplare nel 2025, l'ubicazione di questo materiale è sconosciuta e si presume sia andata perduta e le uniche documentazioni della sua esistenza sono le foto precedenti il 2016 ed il calco realizzato a partire dalle scansioni preliminari realizzate sull'esemplare intero. Successive trattative permisero il rimpatrio dell'esemplare e la sua restituzione all'Istituto di Paleontologia dell'Accademia delle Scienze della Mongolia. Il resto dell'esemplare, ora catalogato come MPC-D 102/117, comprende la maggior parte della colonna vertebrale (collo, dorso, sacro e coda) con le relative costole, entrambe le placche sternali, un set completo di gastrali, la scapola sinistra, entrambi i coracoidi, la furcula, l'arto anteriore destro completo e la mano, un bacino completo (incluse le parti destra e sinistra) e parte di entrambi i femori. Il nome della specie, rapax, deriva da una parola latina che significa "rapace", riferendosi all'artiglio ingrossato a forma di falce sul primo dito della mano.

## Descrizione

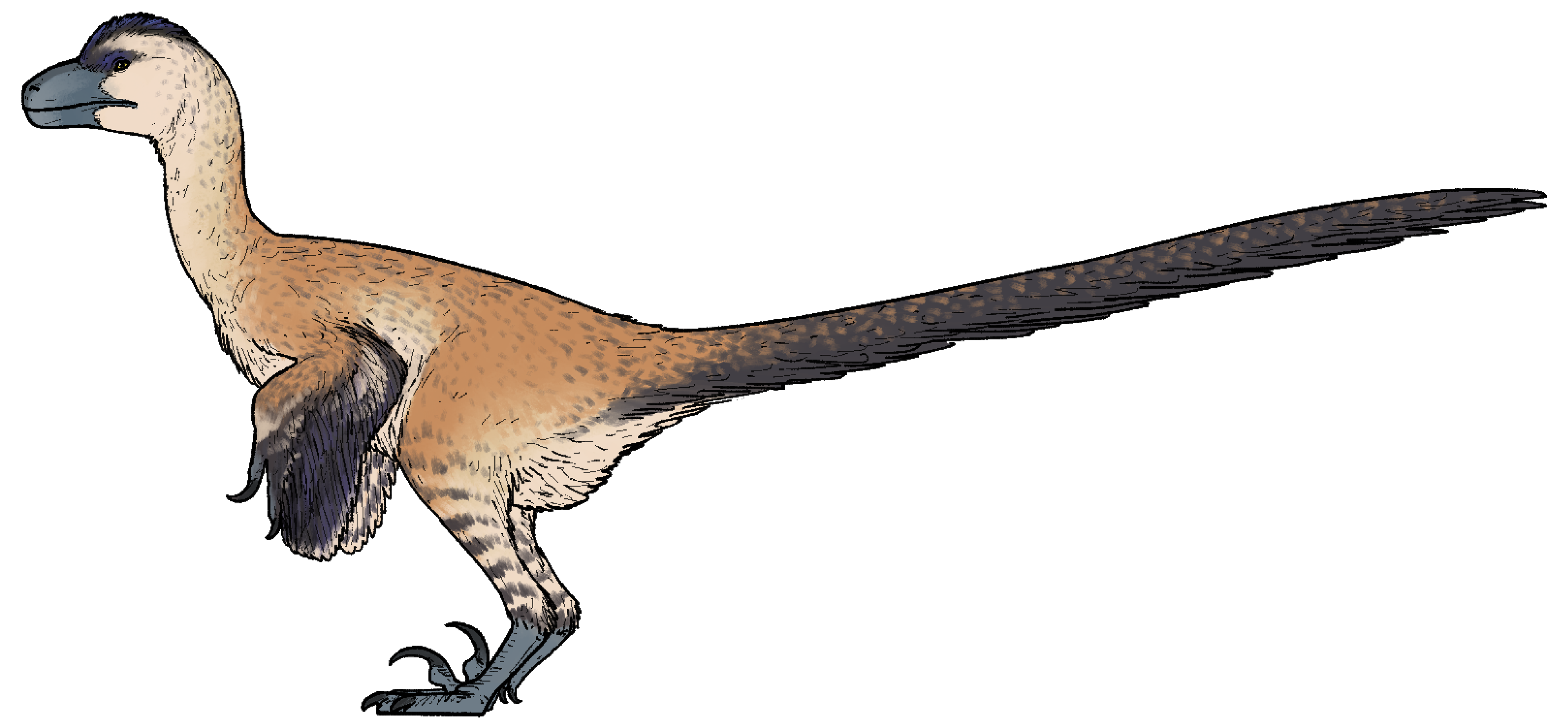
Ricostruzione artistica di Shri rapax

Nell'aspetto esteriore, Shri era probabilmente molto simile a Velociraptor mongoliensis, distinguendosi tuttavia da quest'ultimo per un quarto trocantere debole, che è tuttavia condiviso anche con tutti gli altri dromaeosauridi, e profonde fosse pedicolari anteriori nelle vertebre cervicali. Un'altra caratteristica distintiva di Shri sono le epipofisi delle ultime quattro cervicali che non sono sollevate ma sono invece rappresentate da rugose cicatrici circolari.
Almeno la specie S. rapax mostra differenze molto più evidenti dal coevo Velociraptor. Il braccio destro dell'esemplare MPC-D 102/117 conserva la mano perfettamente articolata la quale mostra un primo dito (pollice) molto robusto rispetto al resto della mano e dotato di un enorme ungueale falciforme. Unguali manuali così robusti sono stati osservati negli alvarezsauroidi e nei megaraptori, ma non nei paraviani, nei quali di solito il pollice non è più robusto rispetto al secondo dito. Nel caso di S. rapax, invece, il pollice è molto più robusto rispetto alle dimensioni tipiche per un dromaeosauride delle medesime dimensioni. In generale, sia gli ungueali della mano (conosciuti da Shri rapax) sia quelli del piede (conosciti da Shri devi) sono proporzionatamente più grandi rispetto a quelli di Deinonychus e Velociraptor.
Sebbene andato perduto, il cranio di S. rapax è più corto e robusto di quello di Velociraptor, e i denti si estendono posteriormente alla sutura giugale-mascellare, la quale è rinforzata da una giunzione a forma di "Z", il che suggerisce che l'animale fosse in grado di sopportare la sollecitazione meccanica generata da un morso più forte di Velociraptor. Il collo presenta una vertebra in più rispetto a quello di altri velociraptorini, e le vertebre della regione dorsale sono molto più pneumatizzate. La coda è proporzionatamente meno allungata di quelle di Deinonychus e Velociraptor.

## Classificazione

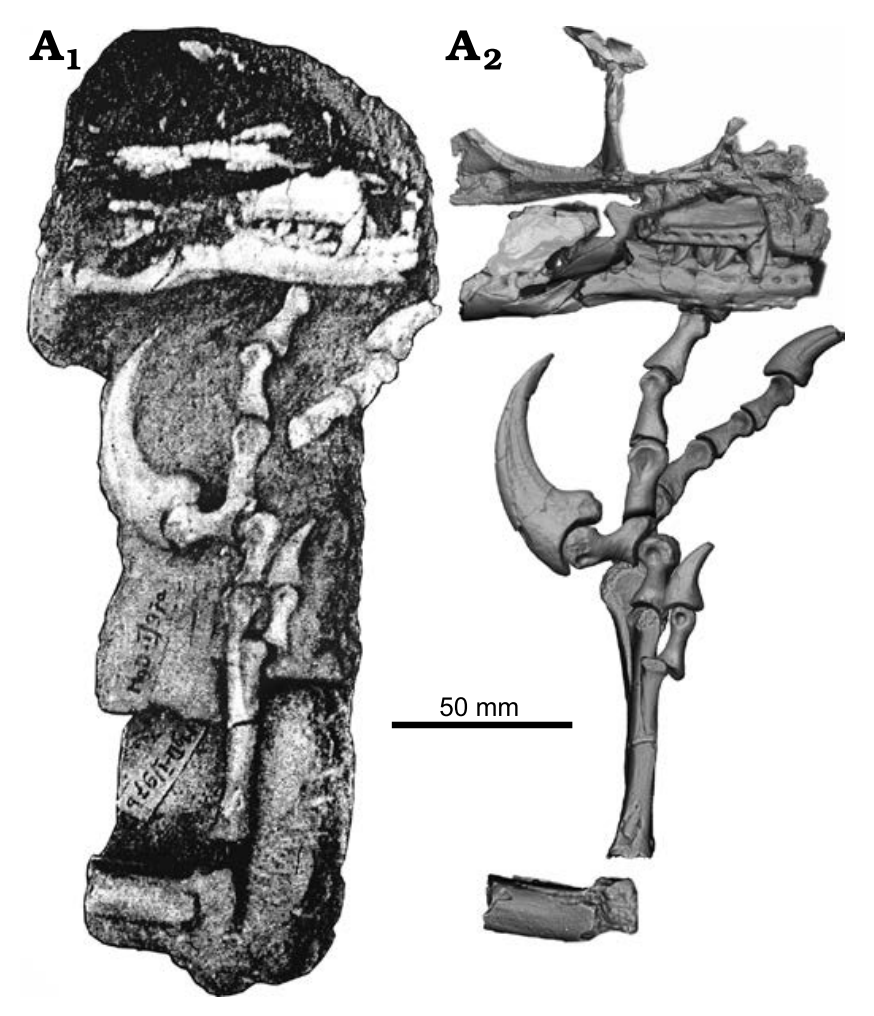
Esemplare ZPAL MgD-I/97

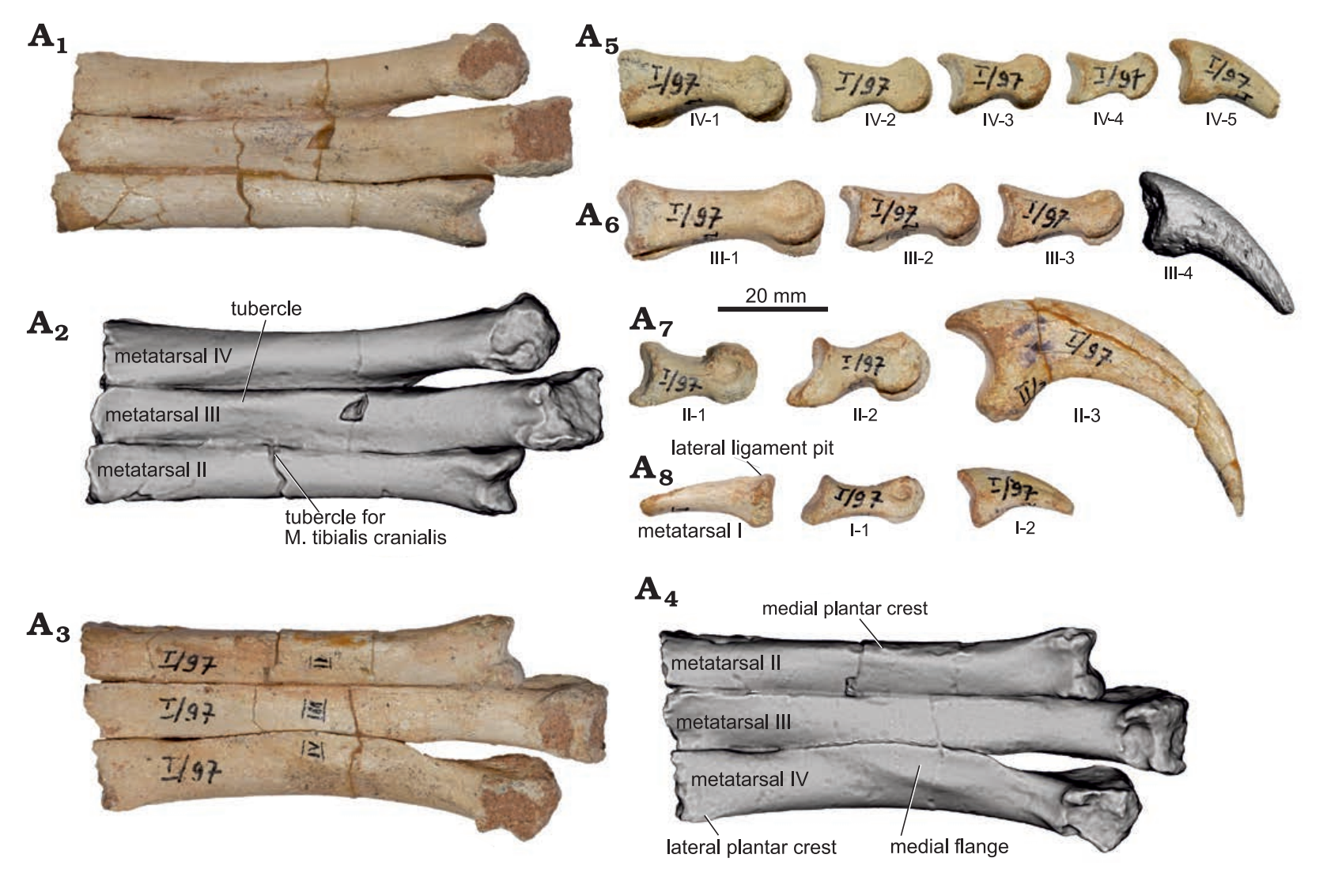
Metatarso sinistro in norma anteriore (A1, A2) e posteriore (A3, A4), e falangi del dito IV (A5), dito III (A6), dito II (A7) e dito I (A8) in norma mediale, metatarso I in norma anteriore (A8). L'unguale III-4 è un modello 3D ottenuto dalla scansione CT

Shri devi è stato inserito in un'analisi filogenetica per testare le sue relazioni all'interno dei Dromaeosauridae. L'analisi ha dimostrato che l'animale è il taxon gemello di Velociraptor mongoliensis in base alla presenza di un tubercolo ambiens distinto che si trova prossimalmente sulla faccia anteriore del pube, una tuberosità anteriore ben sviluppata situata in alto sull'ischio, nonché una cresta ischiatica arrotondata che corre longitudinalmente. 
Nella loro descrizione di Shri rapax, Moutrille et al. (2025) hanno analogamente recuperato Shri come taxon gemello di Velociraptor mongoliensis all'interno di Velociraptorinae. Questi risultati sono stati ottenuti utilizzando la matrice filogenetica completa focalizzata sui teropodi di Andrea Cau (2024), che ha contribuito alla descrizione di S. rapax. Di seguito è mostrato un cladogramma dell'analisi filogenetica eseguita dai descrittori:
|  | Adasaurus       |
|  |                 |
|  | Kuru            |
|  |                 |
|  | Luanchuanraptor |
|  |                 |
|  | Yurgovuchia     |
|  |                 |

|  | Velociraptor osmolskae                                  |
|  |                                                         |
|  | \| \| Tsaagan \| \| \| \| \| \| Linheraptor \| \| \| \| |
|  |                                                         |
|  | Tsaagan                                                 |
|  |                                                         |
|  | Linheraptor                                             |
|  |                                                         |

|  | Tsaagan     |
|  |             |
|  | Linheraptor |
|  |             |

|  | Velociraptor mongoliensis                                |
|  |                                                          |
|  | \| \| Shri devi \| \| \| \| \| \| Shri rapax \| \| \| \| |
|  |                                                          |
|  | Shri devi                                                |
|  |                                                          |
|  | Shri rapax                                               |
|  |                                                          |

|  | Shri devi  |
|  |            |
|  | Shri rapax |
|  |            |

|  | Velociraptor osmolskae                                  |
|  |                                                         |
|  | \| \| Tsaagan \| \| \| \| \| \| Linheraptor \| \| \| \| |
|  |                                                         |
|  | Tsaagan                                                 |
|  |                                                         |
|  | Linheraptor                                             |
|  |                                                         |

|  | Tsaagan     |
|  |             |
|  | Linheraptor |
|  |             |

|  | Velociraptor mongoliensis                                |
|  |                                                          |
|  | \| \| Shri devi \| \| \| \| \| \| Shri rapax \| \| \| \| |
|  |                                                          |
|  | Shri devi                                                |
|  |                                                          |
|  | Shri rapax                                               |
|  |                                                          |

|  | Shri devi  |
|  |            |
|  | Shri rapax |
|  |            |

|  | Adasaurus       |
|  |                 |
|  | Kuru            |
|  |                 |
|  | Luanchuanraptor |
|  |                 |
|  | Yurgovuchia     |
|  |                 |

|  | Velociraptor osmolskae                                  |
|  |                                                         |
|  | \| \| Tsaagan \| \| \| \| \| \| Linheraptor \| \| \| \| |
|  |                                                         |
|  | Tsaagan                                                 |
|  |                                                         |
|  | Linheraptor                                             |
|  |                                                         |

|  | Tsaagan     |
|  |             |
|  | Linheraptor |
|  |             |

|  | Velociraptor mongoliensis                                |
|  |                                                          |
|  | \| \| Shri devi \| \| \| \| \| \| Shri rapax \| \| \| \| |
|  |                                                          |
|  | Shri devi                                                |
|  |                                                          |
|  | Shri rapax                                               |
|  |                                                          |

|  | Shri devi  |
|  |            |
|  | Shri rapax |
|  |            |

|  | Velociraptor osmolskae                                  |
|  |                                                         |
|  | \| \| Tsaagan \| \| \| \| \| \| Linheraptor \| \| \| \| |
|  |                                                         |
|  | Tsaagan                                                 |
|  |                                                         |
|  | Linheraptor                                             |
|  |                                                         |

|  | Tsaagan     |
|  |             |
|  | Linheraptor |
|  |             |

|  | Velociraptor mongoliensis                                |
|  |                                                          |
|  | \| \| Shri devi \| \| \| \| \| \| Shri rapax \| \| \| \| |
|  |                                                          |
|  | Shri devi                                                |
|  |                                                          |
|  | Shri rapax                                               |
|  |                                                          |

|  | Shri devi  |
|  |            |
|  | Shri rapax |
|  |            |

|  | Adasaurus       |
|  |                 |
|  | Kuru            |
|  |                 |
|  | Luanchuanraptor |
|  |                 |
|  | Yurgovuchia     |
|  |                 |

|  | Velociraptor osmolskae                                  |
|  |                                                         |
|  | \| \| Tsaagan \| \| \| \| \| \| Linheraptor \| \| \| \| |
|  |                                                         |
|  | Tsaagan                                                 |
|  |                                                         |
|  | Linheraptor                                             |
|  |                                                         |

|  | Tsaagan     |
|  |             |
|  | Linheraptor |
|  |             |

|  | Velociraptor mongoliensis                                |
|  |                                                          |
|  | \| \| Shri devi \| \| \| \| \| \| Shri rapax \| \| \| \| |
|  |                                                          |
|  | Shri devi                                                |
|  |                                                          |
|  | Shri rapax                                               |
|  |                                                          |

|  | Shri devi  |
|  |            |
|  | Shri rapax |
|  |            |

|  | Velociraptor osmolskae                                  |
|  |                                                         |
|  | \| \| Tsaagan \| \| \| \| \| \| Linheraptor \| \| \| \| |
|  |                                                         |
|  | Tsaagan                                                 |
|  |                                                         |
|  | Linheraptor                                             |
|  |                                                         |

|  | Tsaagan     |
|  |             |
|  | Linheraptor |
|  |             |

|  | Velociraptor mongoliensis                                |
|  |                                                          |
|  | \| \| Shri devi \| \| \| \| \| \| Shri rapax \| \| \| \| |
|  |                                                          |
|  | Shri devi                                                |
|  |                                                          |
|  | Shri rapax                                               |
|  |                                                          |

|  | Shri devi  |
|  |            |
|  | Shri rapax |
|  |            |

|  | Adasaurus       |
|  |                 |
|  | Kuru            |
|  |                 |
|  | Luanchuanraptor |
|  |                 |
|  | Yurgovuchia     |
|  |                 |

|  | Velociraptor osmolskae                                  |
|  |                                                         |
|  | \| \| Tsaagan \| \| \| \| \| \| Linheraptor \| \| \| \| |
|  |                                                         |
|  | Tsaagan                                                 |
|  |                                                         |
|  | Linheraptor                                             |
|  |                                                         |

|  | Tsaagan     |
|  |             |
|  | Linheraptor |
|  |             |

|  | Velociraptor mongoliensis                                |
|  |                                                          |
|  | \| \| Shri devi \| \| \| \| \| \| Shri rapax \| \| \| \| |
|  |                                                          |
|  | Shri devi                                                |
|  |                                                          |
|  | Shri rapax                                               |
|  |                                                          |

|  | Shri devi  |
|  |            |
|  | Shri rapax |
|  |            |

|  | Velociraptor osmolskae                                  |
|  |                                                         |
|  | \| \| Tsaagan \| \| \| \| \| \| Linheraptor \| \| \| \| |
|  |                                                         |
|  | Tsaagan                                                 |
|  |                                                         |
|  | Linheraptor                                             |
|  |                                                         |

|  | Tsaagan     |
|  |             |
|  | Linheraptor |
|  |             |

|  | Velociraptor mongoliensis                                |
|  |                                                          |
|  | \| \| Shri devi \| \| \| \| \| \| Shri rapax \| \| \| \| |
|  |                                                          |
|  | Shri devi                                                |
|  |                                                          |
|  | Shri rapax                                               |
|  |                                                          |

|  | Shri devi  |
|  |            |
|  | Shri rapax |
|  |            |

## Paleobiologia
Nella loro descrizione di Shri rapax, Moutrille et al. hanno proposto che questo taxon avesse una forza di morso maggiore rispetto a quella del coevo Velociraptor, basandosi sul muso proporzionalmente più robusto e più corto, sulla fila di denti più estesa caudalmente e sulla sutura giugo-mascellare interdigitata. Le mani di questa specie presentavano anche un ungueale del pollice (artiglio sul primo dito della mano) proporzionalmente più grande e robusto e a forma di falce rispetto ad altri velociraptorini. La combinazione di queste caratteristiche implica che l'animale fosse più adatto a cacciare prede più grandi di quelle di Velociraptor, come piccoli ceratopsi come Protoceratops e giovani ankylosauridi, suggerendo che i due taxon occupassero nicchie ecologiche differenti e non fossero direttamente in competizione per le risorse alimentari.